# Орозбаев, Олжобай
Олжобай Орозбаев (род. 5 декабря 1920 года, с. Темировка, Иссык-Кульская область, Киргизская ССР — 2005) — советский киргизский писатель, переводчик. Член СП СССР (1955). Заслуженный работник культуры Киргизской ССР (1980). Народный писатель Кыргызской Республики (1995). Почётный гражданин посёлка Великая Багачка, Полтавской области, Украинской ССР.

## Биография
Орозбаев Олжобай родился в 1920 году в селе Темировка, Иссык-Кульской области, в семье бедняка-дехканина. В 1931 году О. Орозбаев окончил сельскую начальную школу, а затем учился в педагогическом техникуме в городе Фрунзе. После окончания учёбы, с 1937 по 1939 год, работал учителем средней школы, а затем служил в рядах Советской Армии.
О. Орозбаев — участник Великой Отечественной войны. Осенью 1941 года он был тяжело ранен. Демобилизовавшись из рядов Советской Армии и возвратившись в Киргизию, в течение четырёх лет работал секретарём Иссык-Кульского райисполкома, а с 1947 года редактором республиканского радиокомитета. С 1958 года был ответственным секретарём журнала «Ала-Too», с 1965 по 1967 год был редактором в издательстве «Кыргызстан».

## Творчество
Олжобай Орозбаев известен как переводчик художественной литературы на киргизский язык. Он впервые познакомил киргизских читателей на их родном языке с такими произведениями, как: «Шильонский узник» Д. Г. Байрона, «Кола Брюньон» Р. Роллана, «Человек на часах» Н. Лескова, «Тарас Бульба» Н. Гоголя, «К новому берегу» В. Лациса, «Повесть о настоящем человеке» Б. Полевого, «Переяславская рада» (1-я книга) Н. Рыбака и другими. Как писатель, в 1980 году, Олжобай Орозбаев написал книгу «Мост, как волосок», которая была удостоена серебряной медали СП СССР им. А. Фадеева.

## Награды
Олжобай Озорбаев был награждён медалями «За победу над Германией в Великой Отечественной войне 1941 - 1945 гг.», «За доблестный труд в Великой Отечественной войне 1941 - 1945 гг.», «орден Великой Отечественной войны 1 степени», медалью «За отвагу», «Ветеран труда», Медалью «За трудовое отличие» (1 ноября 1958 года) и Почётной грамотой Президиума Верховного Совета Киргизской ССР.
Заслуженный работник культуры Киргизской ССР (1980). Народный писатель Кыргызской Республики (1995).